# Vespa Rally 180
Die Vespa Rally 180 (Typenbezeichnung: VSD1T) ist ein Motorroller der Vespa-Reihe von Piaggio, der von 1968 bis 1973 hergestellt und vertrieben wurde.

## Modellbeschreibung
Die Vespa Rally 180 folgte der Vespa 180 Super Sport als leistungsstärkste Vespa im Herstellungsprogramm und ist das erste große Vespa-Modell mit der bis dahin nur bei kleineren Modellen verwendeten Drehschiebersteuerung anstelle einer Direktansaugung. Der Einzylinder-Zweitaktmotor (Bohrung 63,5 mm, Hub 57 mm, Verdichtungsverhältnis 1 : 8) Typ VSD1M leistet 10,3 PS bei 5700/min. Das handgeschaltete Vierganggetriebe überträgt die Kraft direkt auf das Hinterrad. Der Tank fasst 8,2 Liter, davon 1,8 Liter Reserve.
Der vom Vorgängermodell, der Vespa 180 Super Sport, übernommene Rahmen und die Verkleidung wurden durch Elemente der Vespa 150 Sprint ergänzt und hatten auch wieder einen Rundscheinwerfer. Modelltypisch sind die schwarz lackierte vordere Stoßdämpferfeder und der mit dem Zusatz „Rally“ ergänzte Vespa-Schriftzug auf dem Beinschild. Das italienische Modell hatte keine Fahrtrichtungsanzeiger, das deutsche Modell war mit Hella-Lenkerendenblinkern ausgestattet. Der Lenker ist ohne Fahrtrichtungsanzeiger 675 mm breit und mit Fahrtrichtungsanzeiger 690 mm.
Dem Modell folgte bereits 1972 die etwas leistungsstärkere Vespa Rally 200 mit elektronischer Zündung.

## Stückzahlen
Das Modell wurde 26.495 mal gebaut.
| Baujahre | Rahmennummern             | Stückzahl |
| -------- | ------------------------- | --------- |
| 1968     | VSD1T ☆001001 – ☆005328   | 4.328     |
| 1969     | VSD1T ☆005329 – ☆0011537  | 6.209     |
| 1970     | VSD1T ☆0011538 – ☆0017810 | 6.273     |
| 1971     | VSD1T ☆0017811 – ☆0023348 | 5.538     |
| 1972     | VSD1T ☆0023349 – ☆0026884 | 3.536     |
| 1973     | VSD1T ☆0026885 – ☆0027495 | 611       |